# Yann LeCun
Yann LeCun (8 de julho de 1960) é um cientista da computação francês, que trabalha principalmente nas áreas de aprendizado de máquina, visão computacional, robótica móvel e neurociência computacional. É Silver Professor do Instituto Courant de Ciências Matemáticas da Universidade de Nova Iorque e vice-presidente e chefe cientista de inteligência artificial (AI) no Facebook.
Em março de 2019 recebeu o Prêmio Turing de 2018, compartilhado com Yoshua Bengio e Geoffrey Hinton.